# Ferdinando Taverna
Ferdinando Taverna (ur. w 1558 w Mediolanie, zm. 29 sierpnia 1619 w Novarze) – włoski kardynał.

## Życiorys
Urodził się w 1558 roku w Mediolanie, jako syn Cesarego Taverny i Antonii Beccarii. Studiował na mediolańskim Collegio d’avocati, gdzie uzyskał doktorat utroque iure. Następnie został referendarzem Trybunału Obojga Sygnatur i poborcą apostolskim w Portugalii. 9 czerwca 1604 roku został kreowany kardynałem prezbiterem i otrzymał kościół tytularny Sant’Eusebio. W latach 1604–1606 był legatem w Marchii Ankońskiej. 16 listopada 1615 roku został wybrany biskupem Novary, a 7 grudnia przyjął sakrę. Zmarł 29 sierpnia 1619 roku w Novarze.